# Zagroda Petera Rudolfa Dirksena
Zagroda Petera Rudolfa Dirksena – zagroda z XIX wieku w Małych Walichnowach w powiecie tczewskim, wpisana do rejestru zabytków nieruchomych województwa pomorskiego. Składają się na nią: dom z bala na fundamencie kamiennym i piwnicy z cegły z 1878 roku wzniesiony przez Petera Rudolfa Dirksena (1843–1904), murowany spichrz z wozownią z 1930 roku oraz park z pomnikami przyrody z XIX wieku.

## Historia rodziny Dirksenów
Rodzina Dirksenów osiedliła się na terenie doliny Wisły i Nogatu około 1526 r., jako uchodźcy holenderscy którzy, w wyniku
prześladowań kontrreformacyjnych, szukali schronienia na tych terenach. Sprowadził ich wielki mistrz krzyżacki Albrecht von Brandenburg. Peter Rudolf Dirksen urodził się 13 maja 1843 r. jako drugi syn gospodarza z Małych Walichnów Johanna Jacoba II Dirksena (1812 – 1856). Ojciec Rudolfa osiedlił się w Małych Walichnowach dzięki ożenkowi. Następnie przejął gospodarstwo swojego teścia Christopha Rudolfa Rohrbecka. Brat Rudolfa Dirksena, Johann Eduard Dirksen (1839 – 1900), gospodarz z Janowa sprawował przez 20 lat urząd przewodniczącego Związku Wałowego Niziny Kwidzyńskiej.

## Lokalizacja
Dwór znajduje się w Małych Walichnowach na terenie niziny Walichnowskiej. Dolina Walichnowska to bardzo specyficzna kraina, położona na zakolu lewego brzegu Wisły, w żyznej dolinie delty, nękana od zawsze jej żywiołem oraz wodami
gruntowymi i deszczowymi spływającymi z zachodnich terenów wyżynnych.

## Historia dworu

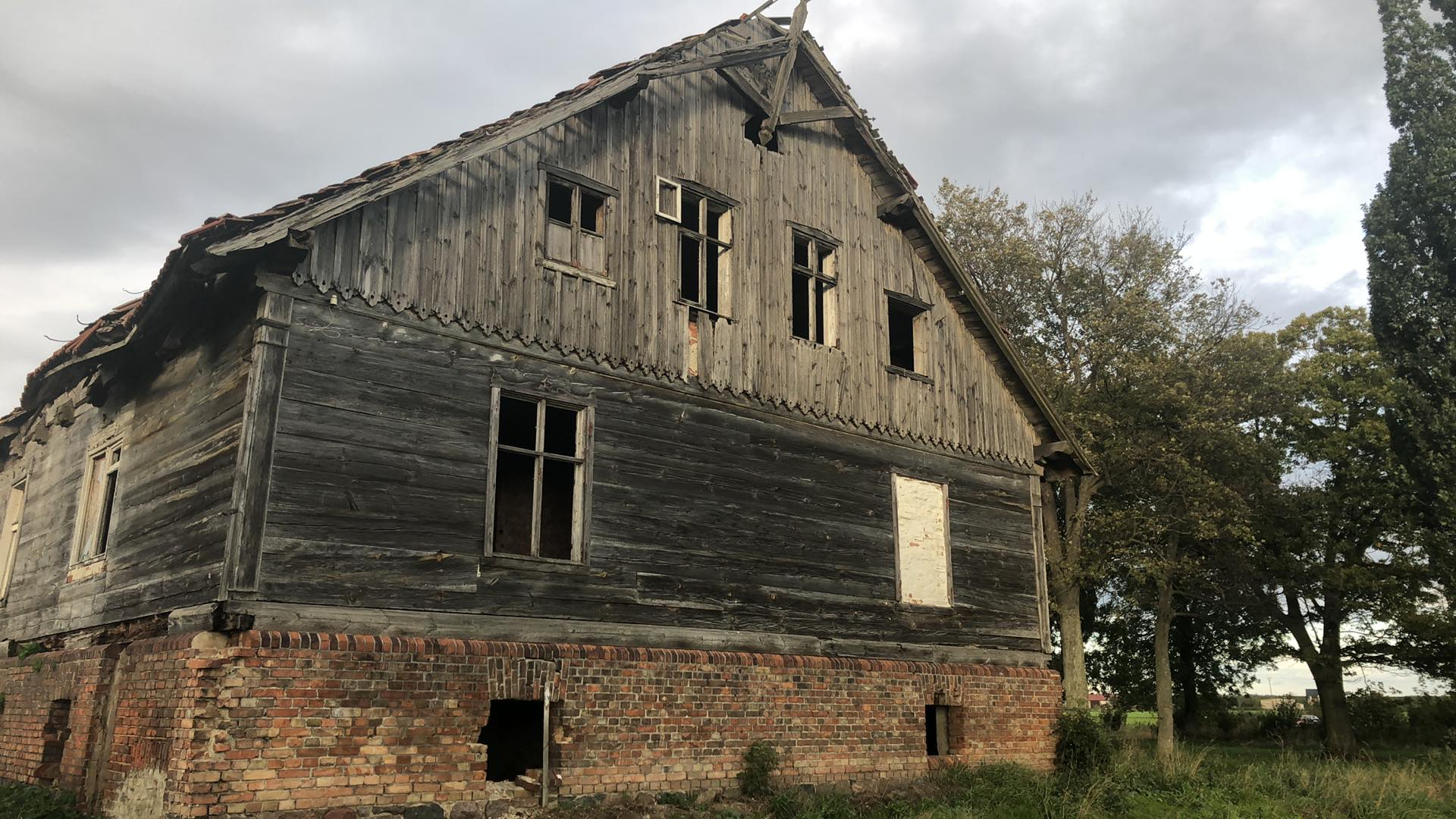
Ściana południowa domu (2020)

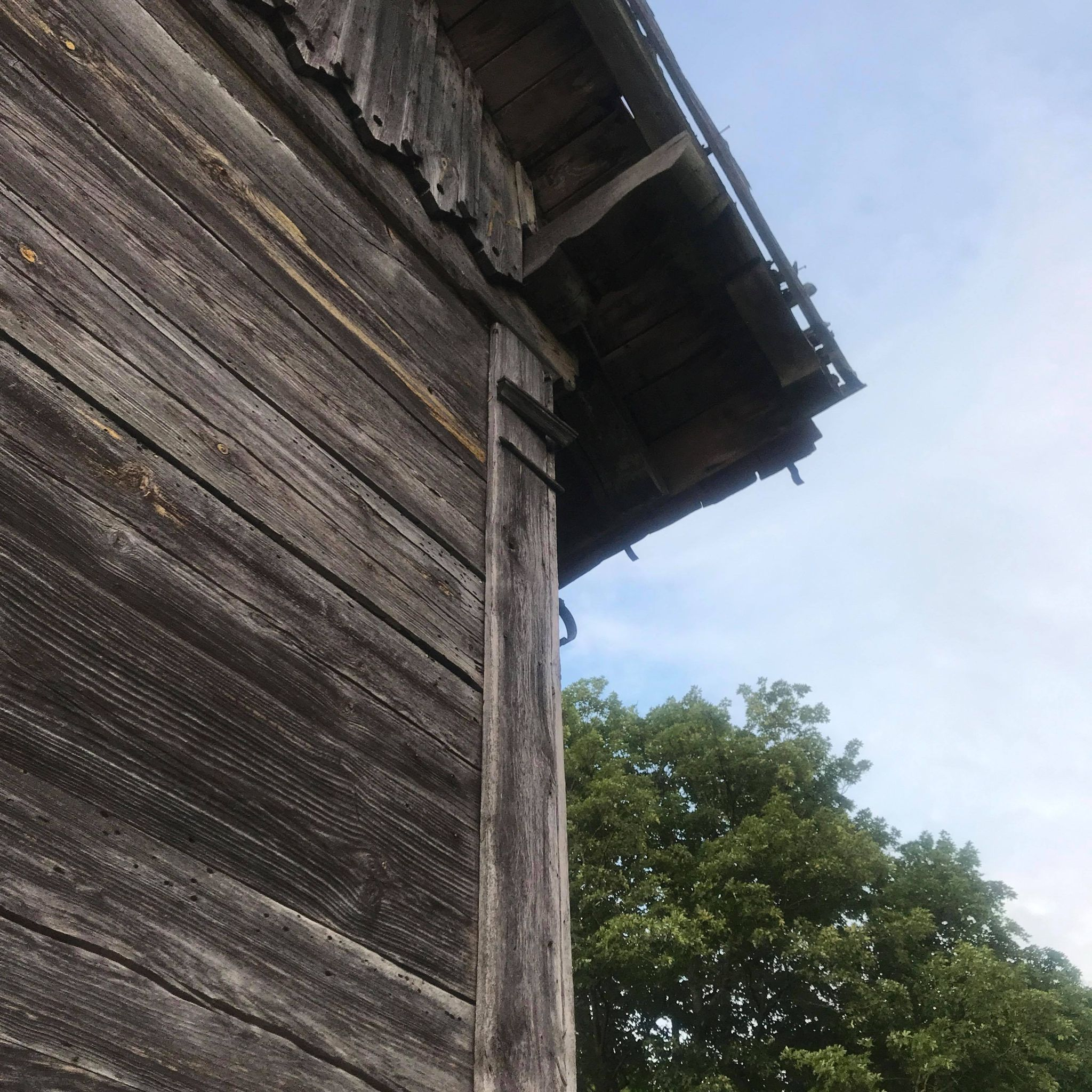
Fragment ściany zewnętrznej domu (2020)

Peter Rudolf Dirksen (1843-1904) wzniósł budynek dworu w roku 1878, natomiast budynek spichlerza został zbudowany przez jego syna, Ericha Dirksena w 1930 roku.
Siedlisko dworu znajduje się w środkowej części wsi, za cmentarzem mennonickim, przy drodze prowadzącej do wsi – Wielkie Walichnowy. Miejsce to, ze względu na swoje położenie, posiada wiele walorów turystycznych. Leży niedaleko dawnej
przeprawy promowej na Wiśle, łączącej Małe Walichnowy z Piekłem, zlokalizowanym na prawym brzegu Wisły. Rudolf Dirksen, pełniąc funkcję starosty Związku Wałowego Niziny Walichnowskiej, przyczynił się do wielu przedsięwzięć inwestycyjnych przeciwpowodziowych zwiększających bezpieczeństwo mieszkańców oraz poprawę warunków agrarnych tych niezwykle urodzajnych ziem, w tym budowę wałów i rowów melioracyjnych, śluz, stacji pomp i kolejki wąskotorowej.
Dwór po wojnie kilkukrotnie zmieniał swoje funkcje użytkowe, najpierw pełniąc funkcję szkoły wiejskiej, później przekształcony na mieszkania pegeerowskie dla kilku rodzin, a po upadku PGR-ów, pola uprawne do niego należące zostały rozparcelowane i wykupione przez miejscowych gospodarzy, w końcu dwór został opuszczony i popadł w ruinę a przyległe grunty dawnej podworskiej zagrody zakwalifikowano jako nieużytki rolne. Zachowaną ruiną dworu i spichlerza wraz z pozostałym terenem podworskiej zagrody, zainteresował się urząd gminy, który zlecił w 2015 r. wykonanie dokumentacji studyjnej. „Programu funkcjonalno-użytkowego restauracji i zmiany przeznaczenia zabytkowej zagrody na nowo powstałe Centrum Dziedzictwa Kulturowego Doliny
Walichnowskiej”. Z projektu jednak ostatecznie zrezygnowano. W 2018 r. teren zabudowy dworskiej z majdanem wykupił prywatny inwestor. Dwór wraz z parkiem w 2020 roku został wpisany do Wojewódzkiego rejestru zabytków.

## Opis obiektu
- Dwór

Rudolf Dirksen wybudował dwór w 1878 r., jest to budynek mieszkalny jednorodzinny, trójkondygnacyjny, w tym podpiwniczenie, parter oraz poddasze. Budynek dwutrakatowy wybudowany na planie prostokąta oraz nakryty dachem dwuspadowym, został w całości
podpiwniczony. Od wschodu na osi budynku znajduje się dwukondygnacyjny ryzalit wejściowy, przykryty dachem pulpitowym. Za ryzalitem znajduje się sień z klatką schodową na poddasze. W części środkowej przyziemia ulokowana została czarna kuchnia z trzonem wentylacyjnym. Piwnica dostępna jest z zewnątrz od strony zachodniej i północnej.
Fundamenty murowane z ociosanych polnych narzutowych głazów na zaprawie wapiennej.
Ściany zewnętrzne piwnic murowane z cegły pełnej o nietypowych wymiarach (25×12×6 cm) na zaprawie wapienno-piaskowej, ściany parteru o konstrukcji zrębowej z bali drewnianych gr. 15 cm, szczyty poddasza oszalowane deskami pionowo, ryzalit od strony
północnej – drewniany z bali i desek na podmurówce ceglanej.
Ściany wewnętrzne w piwnicy murowane z cegły, otynkowane.
Pokrycie dachu – wschodniej połaci dachu kryte dachówką zakładową, natomiast zachodniej podwójnie karpiówką w koronkę.
Więźba dachowa – drewniana, krokwiowo – płatwiowa.
Stropy i sufity – nad piwnicą ceglane, odcinkowe na belkach stalowych, nad parterem strop drewniany, belkowy, belki profilowane, deski stropu wsuwane, ułożone na zakładkę, sufity pobielone.
Posadzki i podłogi – posadzka werandy od wschodu drewniana z desek, podłogi w sieni i pokojach mieszkalnych drewniane, w czarnej kuchni i pomieszczeniu gospodarczym posadzka z cegły na płask.
Schody zewnętrzne – wejściowe od strony zachodniej – betonowe na podbudowie murowanej z cegły pełnej z metalową poręczą rozpiętą między murowanymi słupkami, od strony wschodniej schody na poziom parteru werandy w ryzalicie na osi elewacji, stopnie z desek na konstrukcji metalowej, balustrada oryginalna z pręta kutego o przekroju okrągłym.
Drzwi – zewnętrzne w ryzalicie od strony wschodniej – dwuskrzydłowe. Przeszklone z półokrągłym słupkiem o profilowanej bazie i głowicy, skrzydła o konstrukcji ramowo-płycinowej; na ganek od strony zachodniej – drzwi dwuskrzydłowe, o konstrukcji ramowopłycinowej;
drzwi zewnętrzne dwu i jednoskrzydłowe płycinowe.
Okna – drewniane, w piwnicy dwuskrzydłowe, krosnowe ze ślemieniem i nadświetlem o skrzydłach dwu kwaterowych, w szczytach poddasza dwudzielne o skrzydłach dwu i trójkwaterowych, okna po obu stronach drzwi wejściowych jednoskrzydłowe dwu kwaterowe.
- Spichlerz

Erick Dirksen (syn Rudolfa) w 1930 r. wybudował 3–kondygnacyjny spichrz – wozownię, z przeznaczeniem: w skrzydle wschodnim parteru na wozownię, 2-gą i 3-cią kondygnację na magazyn zboża, natomiast w skrzydle zachodnim urządzono młyn na potrzeby folwarku.
Budynek założony na rzucie prostokąta, niepodpiwniczony, trzykondygnacyjny, nakryty dwuspadowym dachem.
Fundamenty wykonane są z kamienia – granitu łamanego.
Ściany murowane z cegły licówki (25×12×6,5 cm) na zaprawie piaskowo-wapiennej, otynkowane częściowo od strony wewnętrznej gr.1,5 cegły – do 0,5 cegły
Pokrycie dachu – dachówką holenderką, znacznie zdewastowane,
Więźba dachowa – drewniana, krokwiowo – płatwiowa.
Stropy – solidne belki stropowe (22 × 18 cm) podparte słupami (18 × 18 cm) usztywnionymi mieczami i zastrzałami, nakryte podłogą z bali gr. 4 cm łączonych na piór – wpust.
Posadzka przyziemia w wozowni – ceglana, w części pozostałej – gruntowa.
Schody wewnętrzne – drewniane jednobiegowe, drabiniaste.
Drzwi i wrota – zewnętrzne w wozowni deskowe z zastrzałami (niezachowane).
Okiennice – deskowe z zastrzałami (niezachowane).